# Нери, Луис
Луис Нери (исп. Luis Nery; 12 декабря 1994, Тихуана, Мексика) — мексиканский боксёр. Чемпион мира в легчайшей (WBC, 2017—2018; The Ring, 2017) и 2-й легчайшей (WBC, 2020—2021) весовых категориях. Обладатель награды «Бой года» (2023) по версии журнала The Ring.
Позиция по рейтингу BoxRec — 4-я (февраль 2025) и является 2-м среди мексиканских боксёров второго легчайшего веса, а по рейтингам основных международных боксёрских организаций занимает: 3-ю строку рейтинга WBC, 3-ю строчку рейтинга WBA и 6-ю строку рейтинга WBO, — уверенно входя в ТОП-5 лучших бойцов второго легчайшего веса мира.

## Профессиональная карьера

### Легчайший вес
Дебютировал на профессиональном ринге 5 мая 2012 года, одержав досрочную победу в 1-м раунде.
28 февраля 2015 года досрочно победил бывшего претендента на титул чемпиона мира в 1-м наилегчайшем весе филиппинца Джетера Оливу.
26 сентября 2015 года нокаутировал во 2-м раунде бывшего претендента на титул чемпиона мира в легчайшем весе филиппинца Джона Марка Аполинарио.
30 июля 2016 года досрочно победил бывшего временного чемпиона мира во 2-м наилегчайшем весе мексиканца Дэвида Санчеса.
22 октября 2016 года нокаутировал во 2-м раунде бывшего претендента на титул чемпиона мира в двух весовых категориях филиппинца Ричи Мепранума.
Сотрудничает с промоутерской компанией «Zanfer Promotions».

#### Претендентский бой с Хесусом Мартинесом
11 марта 2017 года досрочно победил колумбийца Хесуса Мартинеса и стал обязательным претендентом на титул чемпиона мира в легчайшем весе по версии WBC.

#### Чемпионский бой сСинсукэ Яманакой
В июне 2017 года было объявлено, что 15 августа состоится бой между Луисом Нери и чемпионом мира в легчайшем весе по версиям WBC и The Ring не имеющим поражений японцем Синсукэ Яманакой. Нери нокаутировал своего соперника в 4-м раунде и стал новым чемпионом мира. 23 августа стало известно, что допинг-проба Нери, взятая перед боем с Яманакой, дала положительный результат. В пробе был обнаружен зилпатерол. Проба-B также оказалась положительной. 26 сентября The Ring лишил Нери титула и восстановил Яманаку в качестве чемпиона. В конце октября WBC постановил, что Нери остаётся чемпионом, так как нет доказательств сознательного употребления запрещённого препарата. По мнению организации, препарат попал в организм вместе с пищей. При этом, мексиканца обязали дать реванш Яманаке.
4 ноября 2017 года нокаутировал в 6-м раунде бывшего претендента на титул чемпиона мира во 2-м наилегчайшем весе филиппинца Артура Вильянуэву.

#### Реванш сСинсукэ Яманакой
Реванш с Синсукэ Яманакой был назначен на 1 марта 2018 года. 28 февраля состоялось официальное взвешивание перед боем. Нери не смог уложиться в лимит (118 фунтов). Сначала он показал 123 фунта. Через два часа, на повторном взвешивании, показал 121 фунт. Таким образом, титул WBC стоял на кону только для Яманаки. В случае победы Нери, пояс объявили бы вакантным. Нери нокаутировал Яманаку во 2-м раунде.
20 июля 2019 года нокаутировал в 9-м раунде экс-чемпиона мира в легчайшем весе доминиканца Хуана Карлоса Пайано.
В октябре 2019 года начал работать с тренером Фредди Роучем.
На 23 ноября 2019 года был назначен бой против экс-чемпиона мира в легчайшем весе пуэрториканца Эммануэля Родригеса. Нери не смог уложиться в лимит легчайшего веса. Родригес отказался от боя.
В апреле 2020 года начал работать с тренером Эдди Рейносо.

### Второй легчайший вес

#### Чемпионский бой с Аароном Аламедой
26 сентября 2020 года победил мексиканца Аарона Аламеду в бою за вакантный титул чемпиона мира во 2-м легчайшем весе по версии WBC.
В феврале 2021 года прекратил сотрудничество с Эдди Рейносо.
В мае 2021 года начал работать с тренером Исмаэлем Рамиресом.

#### Объединительный бой с Брэндоном Фигероа
15 мая 2021 года встретился с чемпионом мира во 2-м легчайшем весе по версии WBA не имеющим поражений американцем Брэндоном Фигероа. Поединок получился достаточно равным. В 7-м раунде Нери пропустил удар в печень и не смог продолжить бой. Луису было засчитано поражение нокаутом. Стоит отметить, что счёт судейских записок был очень близким: 57-57, 59-55, 56-58.

#### Бой с Карлосом Кастро
5 февраля 2022 года встретился с непобежденным проспектом Карлосом Кастро. Нери уронил Кастро левым прямым на стартовых секундах боя. До первого гонга проспекту вновь досталось — на этот раз не упал. Поединок продолжился в неспешном темпе с минимумом обострений. Точилась позиционная борьба и перестрелка джебами. Чуть активнее бойцы провели 3-й раунд — инициатива чаще всего исходила от Нери, а Кастро выглядел зажато. К экватору боя Кастро освоился, выглядел точнее даже в разменах и чуть активнее, неплохо пробивал по корпусу. Нери начал пассивничать и слишком явно выцеливать. В 8-м раунде Нери удалось дважды перехватить атаки Кастро. В итоге конкурентный бой продлился всю дистанцию и завершился победой Нери раздельным решением судей: 95-94 Кастро, 95-94 Нери и 96-93 Нери.
1 октября 2022 года победил многократного экс-претендента Давида Кармону (22-11-5, 9 КО). Нери уронил соперника уже во 2-м раунде. От добивания того спас гонг. В следующей трёхминутке Кармона ещё дважды побывал на канвасе, после чего рефери остановил бой.

#### Претендентский бой с Азатом Ованнисяном
18 февраля 2023 года в элиминаторе WBC встретился с экс-претендентом на титул Азатом Ованнисяном (21-4, 17 KO). Бой начался с разведки. В 3 раунде Нери стал действовать активнее и нанес противнику рассечение. Далее бой стал проходить в разменах ударами, в котором предпочтительнее выглядел Нери. С 7 раунда Ованнисян начал перехватывать инициативу. В 10 раунде Ованнисян, увлекшись атакой, пропустил встречный хук и в итоге оказался в нокдауне. Он попытался перехватить инициативу в следующем раунде, но Нери пережидал атаку соперника за блоком, а когда ответил, Азата вновь зашатало. Рефери вмешался и остановил бой. На момент остановки боя Нери был впереди на судейских записках: 95-94, 96-93, 96-93. Бой получил статус бой года по версии «Бой года» по версии журнала The Ring.
В августе 2021 года начал работать с тренером Хорхе Капетильо.
8 июля 2023 года нокаутировал во 2-м раунде бывшего претендента на титул чемпиона мира в наилегчайшем весе филиппинца Фроилана Салудара.

#### Бой с Наоя Иноуэ
6 мая 2024 года в статусе обязательного претендента по версии WBC вышел на бой против абсолютного чемпиона мира Наоя Иноуэ во втором легчайшем весе (до 55,3 кг). Бой начался с неожиданного нокдауна в первом раунде в который Нери смог послать японского фаворита в его первый нокдаун, но добить не сумел. Иноуэ смог восстановиться и умело отзащищался от почувствовавшего свой шанс претендента. Во втором раунде ситуация изменилась и уже претендент оказался в нокдауне от левого бокового Иноуэ. Следующие раунды начал прибирать к рукам чемпион за счёт точной работы. В 5-м раунде Наоя превратил преимущество в нокдаун левым боковым, а в 6-м коротким правым отправил мексиканца в нокаут.

#### Бой с Кёносуке Камедой
Вернулся 22 февраля 2025 года в родном городе Тихуане (Мексика) в восстановительном поединке в промежуточном весе нокаутом победил японца Кёносуке Камеду. С первых секунд стартового раунда навязал оппоненту жесткий размен. Имея преимущество в ударной мощи перебивал японца, но пропускал в ответ.  В начале боя рефери не засчитал спорный нокдаун хозяину ринга. В 6-м раунде произошло столкновения головам после которого у японца началось сильное кровотечение. В 7-м раунде после двух нокдаунов в которые мексиканец отправил Камеду рефери остановил бой.

## Статистика боёв
В таблице перечислены результаты всех поединков боксёров.
В каждой строке указан результат поединка. Дополнительно номер поединка обозначен цветом, который обозначает итог поединка. Расшифровка обозначений и цветов представлена в нижеследующей таблице.
| Пример | Расшифровка                     |
| ------ | ------------------------------- |
|        | Победа                          |
|        | Ничья                           |
|        | Поражение                       |
|        | Планируемый поединок            |
|        | Поединок признан несостоявшимся |
| КО     | Нокаут                          |
| ТКО    | Технический нокаут              |
| PTS    | Решение судей (по очкам)        |
| UD     | Единогласное решение судей      |
| MD     | Решение большинства судей       |
| SD     | Раздельное решение судей        |
| RTD    | Отказ от продолжения боя        |
| DQ     | Дисквалификация                 |
| NC     | Поединок признан несостоявшимся |

| 38 поединков, 36 побед (28 нокаутом), 2 поражения. | 38 поединков, 36 побед (28 нокаутом), 2 поражения. | 38 поединков, 36 побед (28 нокаутом), 2 поражения. | 38 поединков, 36 побед (28 нокаутом), 2 поражения.                               | 38 поединков, 36 побед (28 нокаутом), 2 поражения. | 38 поединков, 36 побед (28 нокаутом), 2 поражения. | 38 поединков, 36 побед (28 нокаутом), 2 поражения. |
| Бой                                                | Дата                                               | Соперник                                           | Место проведения                                                                 | Результат                                          | Примечание |                                                    |
| -------------------------------------------------- | -------------------------------------------------- | -------------------------------------------------- | -------------------------------------------------------------------------------- | -------------------------------------------------- | --- | -------------------------------------------------- |
| 38                                                 | 22 февраля 2025                                    | Кёносуке Камеда (15-3-2)                           | Тихуана, Нижняя Калифорния, Мексика                                              | TKO 7 (10)                                         | |                                                    |
| 37                                                 | 6 мая 2024                                         | Наоя Иноуэ (26-0)                                  | Токио Доум, Токио, Япония                                                        | TKO 6 (12)                                         | Бой за звание чемпиона мира во 2-м легчайшем весе по версиям WBC (2-я защита Иноуэ), WBA (1-я защита Иноуэ), IBF (1-я защита Иноуэ), WBO (2-я защита Иноуэ) и The Ring (1-я защита Иноуэ). |                                                    |
| 36                                                 | 8 июля 2023                                        | Фроилан Салудар (33-6-1)                           | Метепек, Мехико, Мексика                                                         | TKO 2 (10)                                         | |                                                    |
| 35                                                 | 18 февраля 2023                                    | Азат Ованнисян (21-3)                              | Pomona Fox Theater, Помона, Калифорния, США                                      | KO 11 (12)                                         | |                                                    |
| 34                                                 | 1 октября 2022                                     | Давид Кармона (22-10-5)                            | Auditorio Municipal, Тихуана, Нижняя Калифорния, Мексика                         | TKO 3 (10)                                         | |                                                    |
| 33                                                 | 5 февраля 2022                                     | Карлос Кастро (27-0)                               | Michelob Ultra Arena, Лас-Вегас, Невада, США                                     | SD 10                                              | Кастро в нокдауне в 1-м раунде. Счёт судей: 94-95, 95-94, 96-93. |                                                    |
| 32                                                 | 15 мая 2021                                        | Брэндон Фигероа (21-0-1)                           | Дигнити Хелс Спортс Парк, Карсон, Калифорния, США                                | KO 7 (12)                                          | Титулы чемпиона мира во 2-м легчайшем весе по версиям WBC (1-я защита Нери) и WBA (3-я защита Фигероа).                                                                                    |                                                    |
| 31                                                 | 26 сентября 2020                                   | Аарон Аламеда (25-0)                               | Мохеган-сан-арена, Анкасвилл, Коннектикут, США                                   | UD 12                                              | Вакантный титул чемпиона мира во 2-м легчайшем весе по версии WBC. Счёт судей: 118-110, 116-112, 115-113.                                                                                  |                                                    |
| 30                                                 | 20 июля 2019                                       | Хуан Карлос Пайано (21-2-0)                        | MGM Grand Garden Arena, Лас-Вегас, Невада, США                                   | KO 9 (12)                                          | Титул WBC Silver в легчайшем весе (1-я защита Нери). |                                                    |
| 29                                                 | 16 марта 2019                                      | Макджо Арройо (18-2-0)                             | Эй-ти-энд-ти-стэдиум, Арлингтон, Техас, США                                      | RTD 4 (10)                                         | Арройо в нокдауне четыре раза. |                                                    |
| 28                                                 | 1 декабря 2018                                     | Ренсон Роблес (13-5-0)                             | Arena Pavillón del Norte, Сальтильо, Коауила, Мексика                            | TKO 7 (10)                                         | |                                                    |
| 27                                                 | 6 октября 2018                                     | Джейсон Каной (27-8-2)                             | Gasmart Stadium, Тихуана, Мексика                                                | TKO 3 (12)                                         | Вакантный титул WBC Silver в легчайшем весе. |                                                    |
| 26                                                 | 1 марта 2018                                       | Синсукэ Яманака (27-1-2)                           | Рёгоку Кокугикан, Токио, Япония                                                  | TKO 2 (12)                                         | Чемпион мира в легчайшем весе по версиям WBC (Вакантный титул. Стоял на кону только для Яманаки) и The Ring (3-я защита Яманаки).                                                          |                                                    |
| 25                                                 | 4 ноября 2017                                      | Артур Вильянуэва (31-2-0)                          | Gasmart Stadium, Тихуана, Нижняя Калифорния, Мексика                             | TKO 6 (10)                                         | Нери в нокдауне в 4-м раунде. |                                                    |
| 24                                                 | 15 августа 2017                                    | Синсукэ Яманака (27-0-2)                           | Shimazu Arena, Киото, префектура Киото, Япония                                   | TKO 4 (12)                                         | Завоевал титул чемпиона мира в легчайшем весе по версиям WBC (13-я защита Яманаки) и The Ring (2-я защита Яманаки).                                                                        |                                                    |
| 23                                                 | 11 марта 2017                                      | Хесус Мартинес (23-1-0)                            | Arena Ciudad de Mexico, Мехико, Мексика                                          | RTD 4 (12)                                         | Элиминатор WBC в легчайшем весе. |                                                    |
| 22                                                 | 17 декабря 2016                                    | Раймонд Табугон (18-6-1)                           | El Foro Chiapas, Тустла-Гутьеррес, Чьяпас, Мексика                               | TKO 4 (10)                                         | Завоевал вакантный титул WBC Silver в легчайшем весе. Нери в нокдауне в 1-м раунде. |                                                    |
| 21                                                 | 22 октября 2016                                    | Ричи Мепранум (31-5-1)                             | Auditorio Municipal Fausto Gutiérrez Moreno, Тихуана, Нижняя Калифорния, Мексика | TKO 2 (10)                                         | |                                                    |
| 20                                                 | 30 июля 2016                                       | Дэвид Санчес (29-3-2)                              | Auditorio Municipal, Тихуана, Нижняя Калифорния, Мексика                         | RTD 4 (10)                                         | Защитил титул WBC Continental Americas в легчайшем весе (1-я защита Нери). |                                                    |
| 19                                                 | 16 апреля 2016                                     | Мартин Касильяс (15-6-1)                           | Gimnasio Olímpico Juan de la Barrera, Мехико, Мексика                            | UD 10                                              | Завоевал вакантный титул WBC Continental Americas в легчайшем весе. Касильяс в нокдауне в 1-м и 4-м раундах. Счёт судей: 100-88, 99-89, 98-90.                                             |                                                    |
| 18                                                 | 30 января 2016                                     | Умберто Моралес (14-13-4)                          | Centro De Convenciones, Росарито, Нижняя Калифорния, Мексика                     | TKO 5 (10)                                         | |                                                    |
| 17                                                 | 26 сентября 2015                                   | Джон Марк Аполинарио (17-5-3)                      | Centro Convenciones, Пуэрто-Пеньяско, Сонора, Мексика                            | TKO 2 (10)                                         | |                                                    |
| 16                                                 | 28 февраля 2015                                    | Джетер Олива (22-2-2)                              | Centro De Convenciones, Росарито, Нижняя Калифорния, Мексика                     | RTD 4 (10)                                         | |                                                    |
| 15                                                 | 6 декабря 2014                                     | Карлос Фонтес (20-2-1)                             | Centro de Usos Multiples, Эрмосильо, Сонора, Мексика                             | TKO 8 (8)                                          | |                                                    |
| 14                                                 | 30 августа 2014                                    | Виктор Мендес (19-1-2)                             | Centro de Usos Multiples, Эрмосильо, Сонора, Мексика                             | SD 8 (8)                                           | Счёт судей: 79-73, 78-73, 74-78. |                                                    |
| 13                                                 | 27 июня 2014                                       | Хосе Эстрелла (13-4-1)                             | Hipódromo Caliente, Arena Tecate, Тихуана, Нижняя Калифорния, Мексика            | RTD 6 (8)                                          | |                                                    |
| 12                                                 | 11 апреля 2014                                     | Антонио Родригес (6-9-0)                           | Hipódromo Caliente, Arena Tecate, Тихуана, Нижняя Калифорния, Мексика            | KO 3 (8)                                           | |                                                    |
| 11                                                 | 15 февраля 2014                                    | Хавьер Сифуэнтес (1-0-0)                           | Palenque de la Feria Mesoamericana, Тапачула, Чьяпас, Мексика                    | KO 4 (6)                                           | |                                                    |
| 10                                                 | 13 декабря 2013                                    | Адан Осуна (9-7-3)                                 | Casino Hipodromo Agua Caliente, Тихуана, Нижняя Калифорния, Мексика              | TKO 1 (8)                                          | |                                                    |
| 9                                                  | 26 октября 2013                                    | Освальдо Кастро (14-5-2)                           | Caliente Racetrack, Тихуана, Нижняя Калифорния, Мексика                          | UD 8                                               | Счёт судей: 79-73 и 80-72 (дважды). |                                                    |
| 8                                                  | 23 августа 2013                                    | Сауль Эрнандес (3-4-0)                             | Forum Tecate, Тихуана, Нижняя Калифорния, Мексика                                | TKO 5 (6)                                          | |                                                    |
| 7                                                  | 14 июня 2013                                       | Рафаэль Альварадо (2-0-0)                          | Casino Hipodromo Agua Caliente, Тихуана, Нижняя Калифорния, Мексика              | TKO 2 (6)                                          | |                                                    |
| 6                                                  | 10 апреля 2013                                     | Марино Канете (0-2-0)                              | Salon Las Pulgas, Тихуана, Нижняя Калифорния, Мексика                            | TKO 2 (4)                                          | |                                                    |
| 5                                                  | 16 февраля 2013                                    | Леонардо Рейес (0-2-0)                             | Auditorio Municipal, Тихуана, Нижняя Калифорния, Мексика                         | TKO 1 (4)                                          | |                                                    |
| 4                                                  | 28 ноября 2012                                     | Хоан Сандоваль (1-0-1)                             | Salon Las Pulgas, Тихуана, Нижняя Калифорния, Мексика                            | UD 4                                               | Счёт судей: 40-36 и 39-37 (дважды). |                                                    |
| 3                                                  | 20 сентября 2012                                   | Карлос Кастанеда (4-0-0)                           | Salon Las Pulgas, Тихуана, Нижняя Калифорния, Мексика                            | UD 4                                               | Счёт судей: 40-36 (трижды). |                                                    |
| 2                                                  | 7 июня 2012                                        | Хавьер Миранда (дебют)                             | Salon Las Pulgas, Тихуана, Нижняя Калифорния, Мексика                            | UD 4                                               | Счёт судей: 39-37 и 40-36 (дважды). |                                                    |
| 1                                                  | 5 мая 2012                                         | Хосе Гуадалупе Сальгадо (дебют)                    | Auditorio Fausto Gutierrez Moreno, Тихуана, Нижняя Калифорния, Мексика           | TKO 1 (4)                                          | |                                                    |
| Бой                                                | Дата                                               | Соперник                                           | Место проведения                                                                 | Результат                                          | Примечание |                                                    |

## Титулы и достижения

### Региональные и второстепенные
- Титул WBC Continental Americas в легчайшем весе (2016—2017).
- Титул WBC Silver в легчайшем весе (2016—2017, 2018—2020).

### Мировые
- Чемпион мира в легчайшем весе по версии WBC (2017—2018).
- Чемпион мира в легчайшем весе по версии The Ring (2017).
- Чемпион мира во 2-м легчайшем весе по версии WBC (2020—2021).